# البئر الأثري
 البئر الأثري  هو معلم أثري تونسي مصنف من قبل المعهد الوطني للتراث يقع في ولاية قيروان في الوسط الغربي التونسي، تحديدا في مدينة هنشير المعيسرة (مزرة) تم تصنيف المعلم في يوم 8 مايو 1895 .

## مقالات ذات صلة
- قائمة المعالم الأثرية المصنفة في تونس